# Kostel svaté Anny (Staré Buky)
Kostel svaté Anny je římskokatolický orientovaný filiální, dříve farní kostel v obci Staré Buky. Patří do arciděkanství Trutnov I. Je chráněn od 3. 5. 1958 jako kulturní památka České republiky. Je dokladem vývojových slohových etap u církevní architektury. Areál kostela je situován ve svahu nad vsí, přístupný je po cestě od školy, případně alejí dosažitelnou níže po proudu potoka přes můstek. Vlastníkem kostela je od konce roku 2006 obec Staré Buky.

## Historie
Existující kostel v obci je zmiňován roku 1355, kdy se píše o oltáři sv. Kateřiny. Jednoznačná je roku 1360 zmínka o zasvěcení kostela snad Panně Marii. Zděný kostel s pravoúhlým presbytářem neměl věž, zvony byly zavěšeny v samostatné dřevěné zvonici. Farnost byla v obci již v letech 1369, 1384 a 1412. Současné zasvěcení svaté Anně získal kostel po třicetileté válce, v roce 1692 svobodným pánem de Waggim byl prodloužen a zvětšen roku 1755 hrabětem Wilibaldem von Schafgotschem. V roce 1802 byl přestavěn presbytář, v roce 1804 přibyla panská hrobka a roku 1836 barokizující věž. Části původní gotické stavby byly druhotně uložené v pozdějších konstrukcích. Ve vnější zdi kostela je zasazeno 7 náhrobních kamenů, nejstarší pochází z 15. století, které jsou dokladem o vlastnících panství a obce.

## Architektura
Jednolodní obdélníková stavba s hranolovitou věží s cibulovitou střechou v západním průčelí s předsíní po jižní straně a s pravoúhlým presbytářem s patrovou novorománskou oratoří po severní a sakristií s mansardovou střechou po východní straně. Loď a presbytář mají gotické obvodové zdivo. Na západní straně byla při barokizaci loď prodloužena a zvýšena na úroveň do té doby nejvyššího presbytáře. Vrcholně gotický kostel s unikátně dochovanými středověkými omítkami, štít presbytáře zdobí unikátní v omítce ryté iluzivní kružbové okno, na severní stěně lodi bylo při obnově odhaleno malované soukruží zatím neznámého účelu.

## Bohoslužby
Pravidelné bohoslužby se v kostele nekonají.